# 1684

## Esdeveniments
Països Catalans
- Plaga de llagosta a Catalunya[1]

Resta del món
- El papa Innocenci XI ajuda a crear la Santa Lliga per impedir l'avenç de Turquia sobre Europa.
- Rècord en poesia: l'autor japonès Saikaku crea 23500 versos en un dia.
- Marroc conquereix Tànger.
- Setge de Girona durant la guerra de les Reunions.
- França comença el domini sobre Luxemburg amb el final de la guerra de les Reunions.
- Descobertes dues llunes de Saturn: Tetis i Dione.

## Naixements
Països Catalans
Resta del món
- 14 de gener - Jean-Baptiste van Loo, pintor francès (m. 1745).
- 29 de juny, Gènova: Clelia Grillo Borromeo, aristòcrata, científica, salonnière italiana (m.1777).[2]
- 10 d'octubre - Valenciennes (França): Antoine Watteau, pintor francès (m. 1721).[3]
- 27 de novembre - Japó: Tokugawa Yoshimune, 39è shogun (m. 1751).

## Necrològiques
Països Catalans
- 11 de setembre - Roma (Itàlia): Miquel Baptista Gran Peris, conegut com a Beat Bonaventura Gran, frare franciscà que fou proclamat Beat per l'Església catòlica.

Resta del món
- 12 d'abril - Cremona, Itàlia: Nicolò Amati, constructor de violins italià (n. 1596).[4]
- 17 de juliol - Kiang-tchon (Yuncheng) Xina: Christian Herdtrich, jesuïta austríac, missioner a la Xina (n. 1625)
- 22 de juliol - Óbidos, Portugal: Josefa de Óbidos, la més destacada pintora de la segona meitat del XVII portuguès (n. 1630).[5]
- 26 de juliol - Pàdua: Elena Cornaro Piscopia, filòsofa veneciana, primera dona a assolir una titulació universitària (n. 1646).[6]
- 1 d'octubre - Rouen (França): Pierre Corneille, autor teatral francès.